# Centro storico di Sighișoara
Il centro storico di Sighișoara (in ungherese Segesvár; in tedesco Schaessburg) è il vecchio quartiere originario della stessa città in Romania, costruito nel XII secolo dai coloni sassoni con il nome latino di Castrum Sex. È stato dichiarato dall'UNESCO patrimonio dell'umanità nel 1999 per i suoi 850 anni di storia e cultura dei Sassoni di Transilvania.

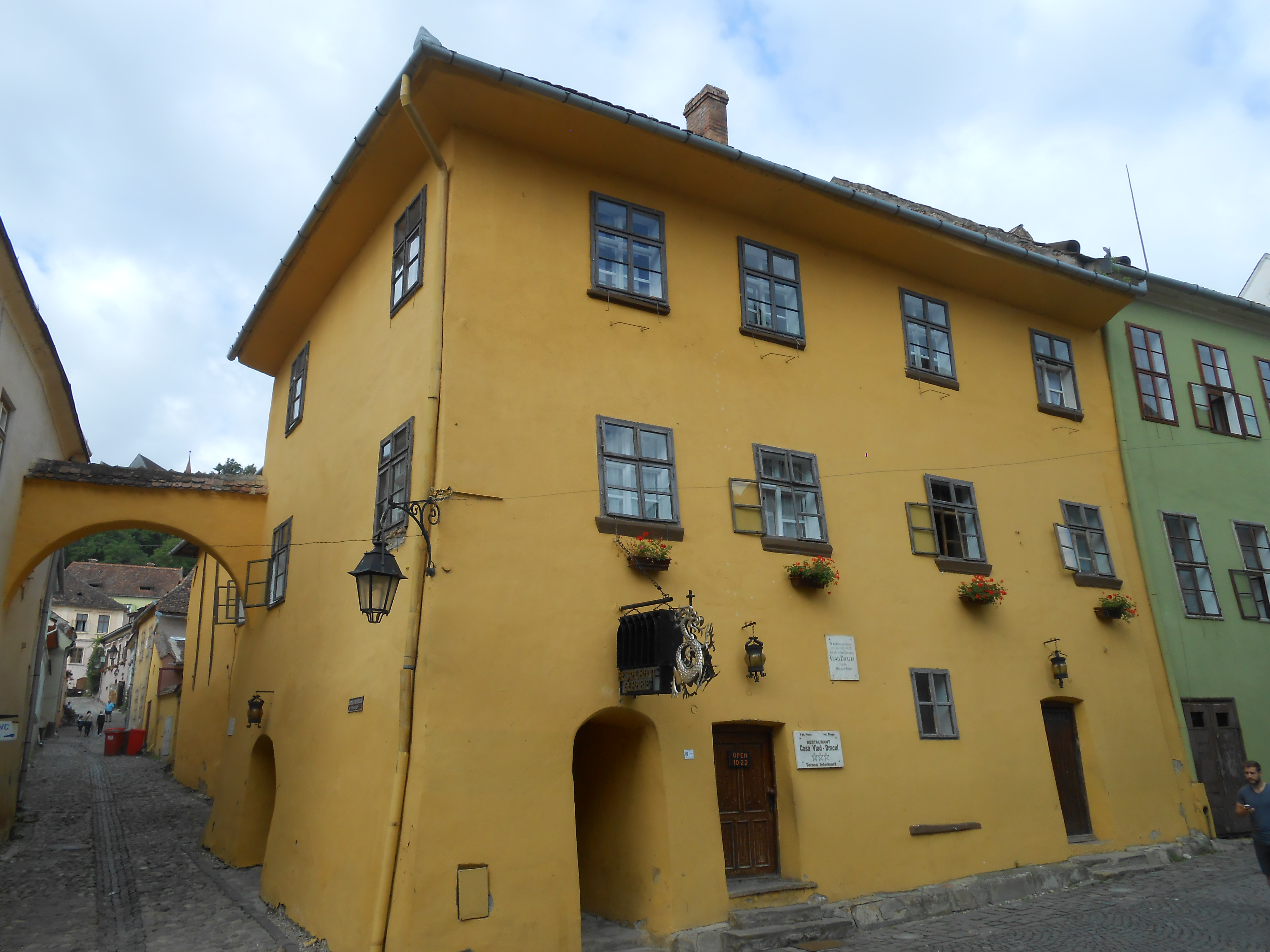
Casa natale di Vlad III di Valacchia

Nel complesso medievale sito sulla collina, si possono ammirare la Scara Acoperita (scala coperta), che porta sulla collina dominata dalla Biserica din deal (la chiesa sulla collina) e dal cimitero sassone. Ci sono anche la Turnul cu ceas (torre dell'orologio) che oggi ospita il Muzeul de historie (museo storico), e la casa natale di Vlad III di Valacchia, oggi ristorante-birreria, ove il padre Vlad II Dracul visse per un breve periodo. Una targa posta all'entrata lo ricorda: In aceasta casa a locuit intre anii 1431-1435 Domnitorul Taru Romanesti Vlad Dracul fiul lui Mircea cel batrin (in questa casa visse tra gli anni 1431-1435 il principe di Valacchia Vlad Dracul figlio di Mircea il vecchio), si possono anche ammirare la Piata Cetatii, la Biserica Manastirii (chiesa monastero) e un busto dedicato al famigerato Impalatore.
Sighișoara ospita, ogni anno, un festival medievale in cui artisti ed artigiani festeggiano a suon di rock.
La città segna il confine settentrionale del Land di Sachsen (termine tedesco che identifica gli insediamenti sassoni o lussemburghesi in Romania Centrale nel XII secolo). Come Sibiu (Hermannstadt - Capitale Culturale Europea del 2007) e Brașov (Kronstadt), Sighișoara vanta un'architettura tipica della Germania medievale.
Durante il comunismo la cultura tedesca di questa zona venne mantenuta, ed è tuttora presente.